# Tysklands Grand Prix 1957
Tysklands Grand Prix 1957 var det sjätte av åtta lopp ingående i formel 1-VM 1957. 

## Resultat
1. Juan Manuel Fangio, Maserati, 8+1 poäng
2. Mike Hawthorn, Ferrari, 6
3. Peter Collins, Ferrari, 4
4. Luigi Musso, Ferrari, 3
5. Stirling Moss, Vanwall, 2
6. Jean Behra, Maserati
7. Harry Schell, Maserati
8. Masten Gregory, Scuderia Centro Sud (Maserati)
9. Tony Brooks, Vanwall
10. Giorgio Scarlatti, Maserati
11. Bruce Halford, Bruce Halford (Maserati)
12. Edgar Barth, Porsche F2
13. Brian Naylor, JBW (Cooper-Climax F2)
14. Carel Godin de Beaufort, Ecurie Maarsbergen (Porsche F2)
15. Tony Marsh, Ridgeway Management (Cooper-Climax F2)

## Bildgalleri

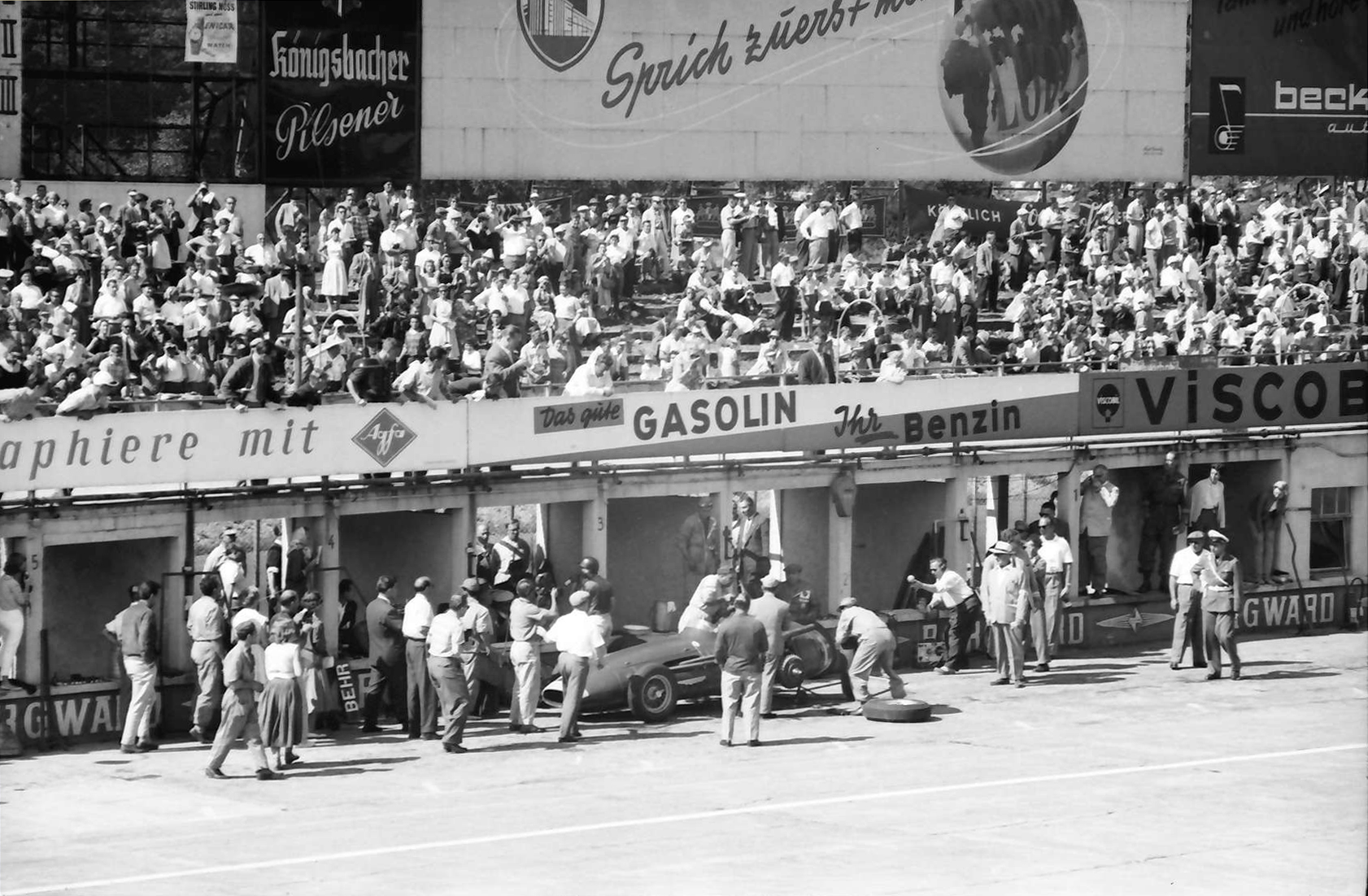
Juan Manuel Fangios depåstopp.
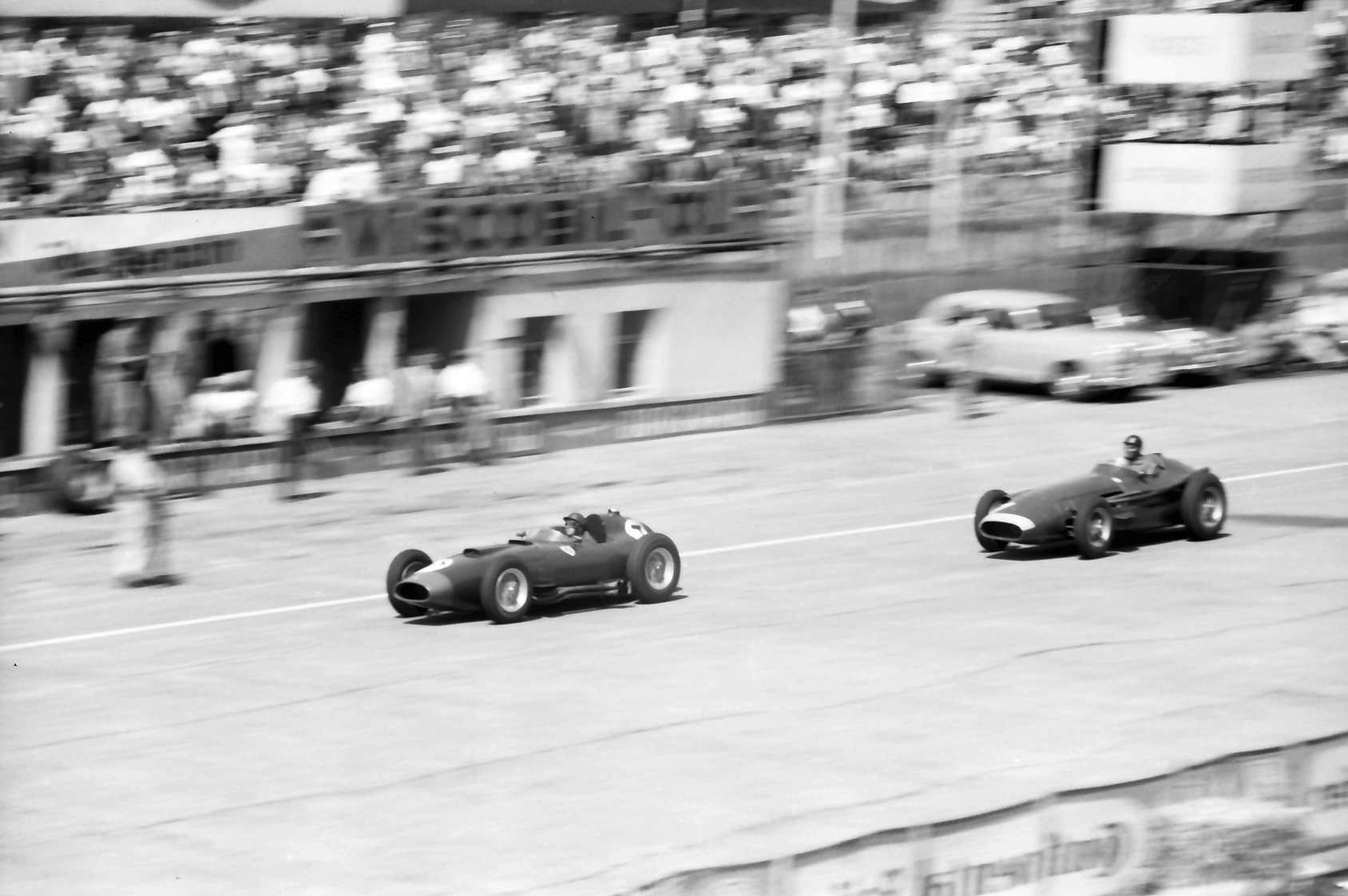
Peter Collins tätt följd av Juan Manuel Fangio.
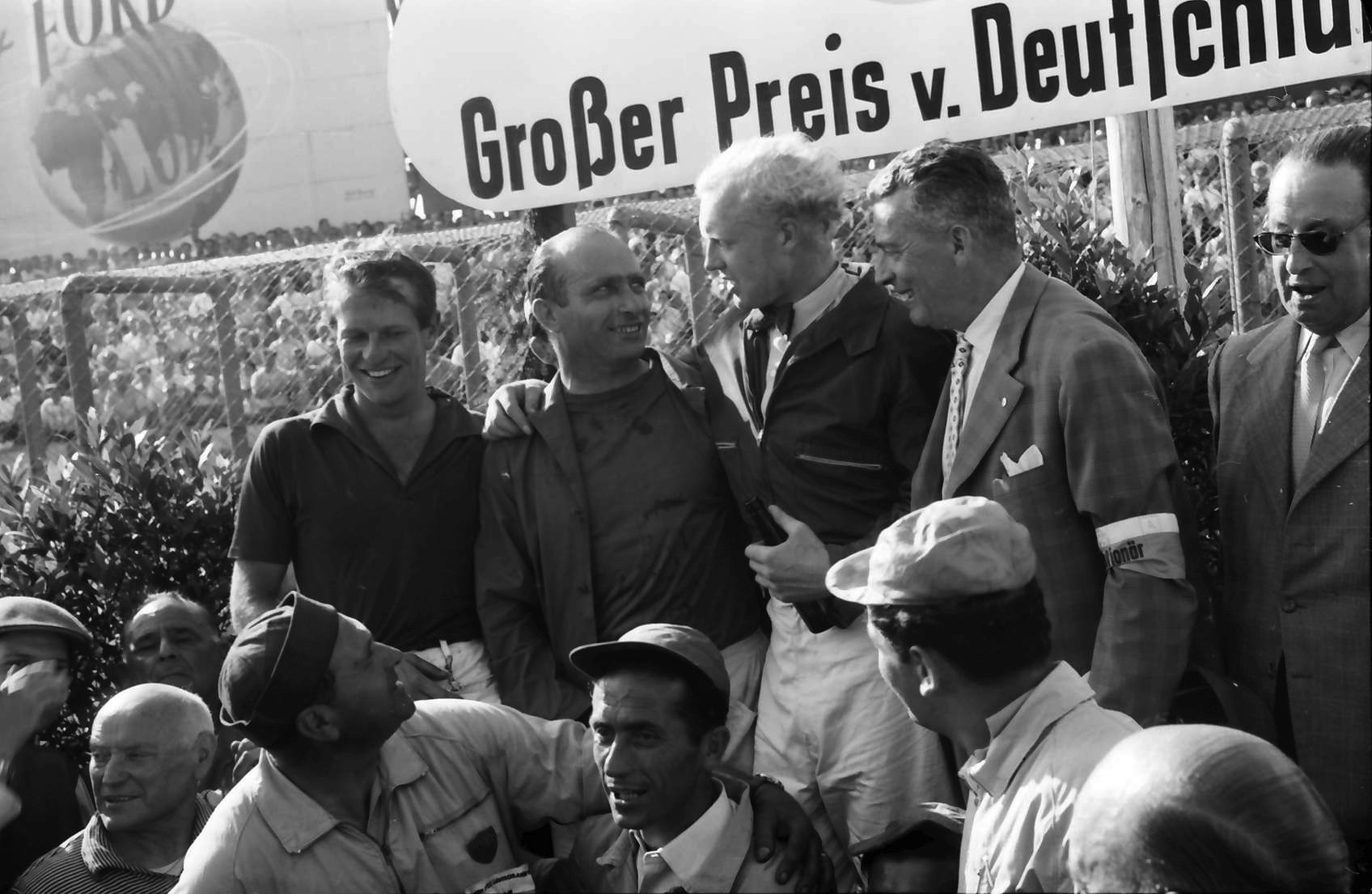
Peter Collins, Juan Manuel Fangio och Mike Hawthorn på prispallen.
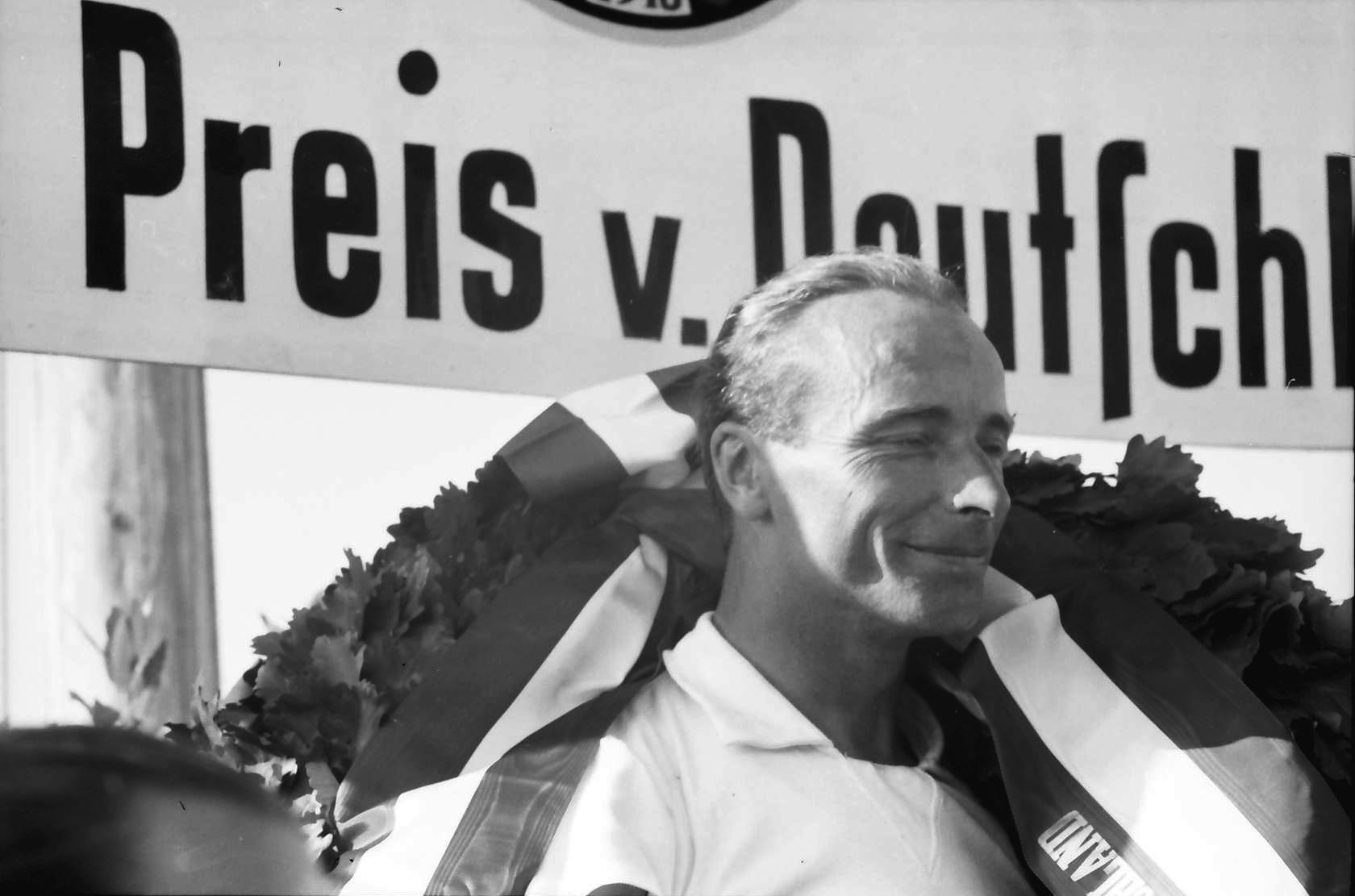
Edgar Barth som vann Formel 2-klassen.

### Förare som bröt loppet
- Hans Herrmann, Scuderia Centro Sud (Maserati) (varv 14, chassi)
- Umberto Maglioli, Porsche F2 (13, motor)
- Roy Salvadori, Cooper-Climax F2 (11, transmission)
- Paco Godia, Francisco Godia-Sales (Maserati) (11, styrning)
- Stuart Lewis-Evans, Vanwall (10, växellåda)
- Jack Brabham, R R C Walker (Cooper-Climax F2) (6, transmission)
- Paul England, Ridgeway Management (Cooper-Climax F2) (4, tändfördelare)
- Dick Gibson, Dick Gibson (Cooper-Climax F2) (3, upphängning)
- Horace Gould, Gould's Garage (Maserati) (1, drivaxel)